# Diploderma
Diploderma – ponownie wskrzeszony w 2019 roku rodzaj jaszczurek z podrodziny Draconinae w obrębie rodziny agamowatych (Agamidae). 

## Zasięg występowania
Rodzaj obejmuje gatunki występujące w Azji (Chińska Republika Ludowa, Republika Chińska, Mjanma, Wietnam, Tajlandia i Japonia).

## Systematyka

### Etymologia
Diploderma: gr. διπλοος diploos „podwójny”, od δυο duo „dwa”; δερμα derma, δερματος dermatos „skóra”.

### Podział systematyczny
Gatunki przeniesione (oprócz tych opisanych po 2019 roku) na podstawie danych genetycznych z Japalura. Do rodzaju należą następujące gatunki:

- Diploderma angustelinea Wang, Ren, Wu, Che & Siler, 2020
- Diploderma aorun Wang, Jiang, Zheng, Xie, Che & Siler, 2020
- Diploderma batangense (Li, Deng, Wu & Wang, 2001)
- Diploderma bowoense Wang, Gao, Wu, Siler & Che, 2021
- Diploderma brevicauda (Manthey, Denzer, Hou & Wang, 2012)
- Diploderma brevipes (Gressitt, 1936)
- Diploderma chapaense (Bourret, 1937)
- Diploderma daduense Cai, Liu, Liang, Hou, Zhou, Zhong, Li & Chang, 2024
- Diploderma danbaense Liu, Hou, Ananjeva & Rao, 2023
- Diploderma daochengense Cai, Zhang, Li, Du, Xie, Hou, Zhou & Jiang, 2022
- Diploderma donglangense Liu, Hou, Ananjeva & Rao, 2023
- Diploderma drukdaypo (Wang, Ren, Jiang, Zou, Wu, Che & Siler, 2019)
- Diploderma dymondi (Boulenger, 1906)
- Diploderma fasciatum (Mertens, 1926)
- Diploderma flaviceps (Barbour & Dunn, 1919)
- Diploderma flavilabre Wang, Che & Siler, 2020
- Diploderma formosgulae Wang, Gao, Wu, Dong, Shi, Qi, Siler & Che, 2021
- Diploderma grahami (Stejneger, 1924)
- Diploderma hamptoni (Smith, 1935)
- Diploderma iadinum (Wang, jiang, Siler & Che, 2016)
- Diploderma jiulongense Liu, Hou, Ananjeva & Rao, 2023
- Diploderma kangdingense Cai, Zhang, Li, Du, Xie, Hou, Zhou & Jiang, 2022
- Diploderma laeviventre (Wang, Jiang, Siler & Che, 2016)
- Diploderma limingense Liu, Hou, Rao & Ananjeva, 2022
- Diploderma luei (Ota, Chen & Shang, 1998)
- Diploderma makii (Ota, 1989)
- Diploderma menghaiense Liu, Hou, Wang, Ananjeva & Rao, 2020
- Diploderma micangshanense (Song, 1987)
- Diploderma nangunhe Liu, Li, Yang, Hou, Rao & Ananjeva, 2024
- Diploderma ngoclinense (Ananjeva, Orlov & Nguyen, 2017)
- Diploderma panchi Wang, Zheng, Xie, Che & Siler, 2020
- Diploderma panlong Wang, Che & Siler, 2020
- Diploderma polygonatum Hallowell, 1861
- Diploderma qiaojiaense Liu, Hou & Rao, 2024
- Diploderma qilin Wang, Ren, Che & Siler, 2020
- Diploderma shuoquense Liu, Hou, Rao & Ananjeva, 2022
- Diploderma slowinskii (Rao, Vindum, Ma, Fu & Wilkinson, 2017)
- Diploderma splendidum (Barbour & Dunn, 1919)
- Diploderma swild Wang, Wu, Jiang, Chen, Miao, Siler & Che, 2019
- Diploderma swinhonis (Günther, 1864)
- Diploderma tachengense Liu, Hou, Ananjeva & Rao, 2023
- Diploderma varcoae (Boulenger, 1918)
- Diploderma vela (Wang, Jiang & Che, 2015)
- Diploderma xinlongense Cai, Zhang, Li, Du, Xie, Hou, Zhou & Jiang, 2022
- Diploderma yangi Wang, Zhang & Li, 2022
- Diploderma yongshengense Liu, Hou, Rao & Ananjeva, 2022
- Diploderma yulongense (Manthey, Denzer, Hou & Wang, 2012)
- Diploderma yunnanense (Anderson, 1878)
- Diploderma zhaoermii (Gao & Hou, 2002)